# The Boston Globe

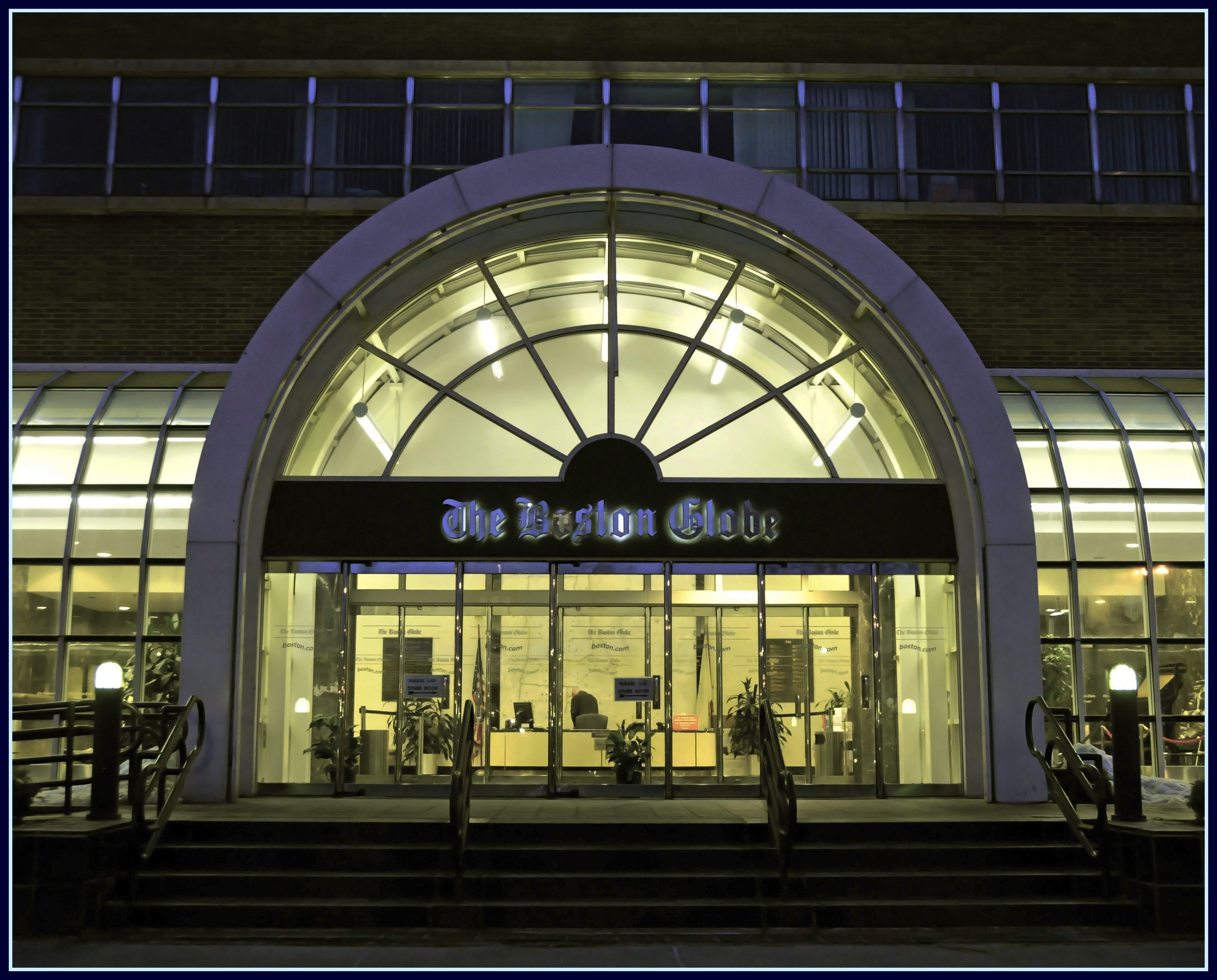
Kantoor van The Boston Globe in Massachusetts

The Boston Globe, met de zondagseditie The Boston Sunday Globe, is de grootste krant in Boston in Massachusetts en van heel New England. De krant was van 1993 tot 2013 in handen van de The New York Times Company, ook eigenaar van The New York Times.
Journalisten van de Boston Globe hebben 23 keer de prestigieuze Pulitzerprijs voor journalistiek gewonnen. De krant heeft een progressieve politieke inslag. De concurrent van The Globe in Boston is de conservatievere Boston Herald.
The Globe werd in 1872 door zes zakenlieden in Boston onder leiding van Eben Jordan opgericht, die gezamenlijk US$ 150.000 investeerden. De eerste editie werd op 4 maart 1872 gepubliceerd en kostte 4 dollarcent. Tot 1973 was het een particuliere onderneming, daarna werd het een naamloze vennootschap onder de naam Affiliated Publications.